# HD 158463
HD 158463，又名BD-05 4450，SAO 141691、HR 6512，是一颗恒星，视星等为6.37，位于銀經17.92，銀緯15.17，其B1900.0坐标为赤經17h 24m 26.5s，赤緯-5° 15.17′ 16″。